# Joel Pohjanpalo
Joel Julius Ilmari Pohjanpalo (n. 13 septembrie 1994) este un atacant de fotbal profesionist finlandez care joacă la Union Berlin, împrumutat de la Bayer Leverkusen și reprezintă echipa națională a Finlandei. Pohjanpalo s-a născut în Helsinki, Finlanda, unde a jucat la clubul orașului natal HJK, înainte de a fi împrumutat la vârsta de nouăsprezece ani în 2013.
Pohjanpalo a debutat internațional pentru Finlanda în noiembrie 2012, la vârsta de optsprezece ani și de atunci a făcut peste treizeci de apariții, inclusiv jucând în meciuri pentru 2018 și calificarea la Campionatul Mondial de Fotbal 2022.